# جائزة النمسا الكبرى 2016
جائزة النمسا الكبرى 2016 هو سباق فورمولا 1 أقيم بتاريخ 3 يوليو 2016 في ريد بول رينغ، ستيفن سبيلبرغ، شتايرمارك، النمسا. كان التاسع من أصل 21 في بطولة العالم لسباقات الفورمولا واحد موسم 2016. حلّ البريطاني لويس هاملتون أولا بينما جاء الهولندي ماكس فيرستابين في المركز الثاني وحصل على المركز الثالث الفنلندي كيمي رايكونن. بلغ الحضور 85,000.

## الترتيب النهائي
|         | الترتيب | السائق        | النقاط |
| ------- | ------- | ------------- | ------ |
|         | 1       | نيكو روسبيرغ  | 153    |
|         | 2       | لويس هاملتون  | 142    |
|         | 3       | سباستيان فيتل | 96     |
|         | 4       | كيمي رايكونن  | 96     |
|         | 5       | دانيل ريكاردو | 88     |
| المصدر: |         |               |        |